# Szendrei Béla
Szendrei Béla (1942. október 22. –) labdarúgó, csatár.

## Pályafutása
Első felnőtt csapata a megyei osztályú Farkaslyuki Bányász volt.
1961 és 1965 között az Ózdi Kohász labdarúgója volt. Az élvonalban 1962. július 29-én mutatkozott be az Újpesti Dózsa ellen, ahol csapata 2–1-es vereséget szenvedett. Az 1967-es és 1968-as idényben a Bp. Honvéd együttesében játszott. Tagja volt az 1968-as magyar kupa-döntős csapatnak. Az élvonalban összesen 123 mérkőzésen lépett pályára 41 gólt szerzett. 1969-től ismét az Ózdban szerepelt.
Edzőként Borsod és Békés megyében tevékenykedett.

## Sikerei, díjai
- Magyar kupa (MNK)
  - döntős: 1968